# Secretaria da Reforma do Judiciário
A Secretaria da Reforma do Judiciário foi uma secretaria vinculada ao Ministério da Justiça do governo do Brasil que funcionou entre os anos de 2003 e 2016 para propor melhorias e a modernização na estrutura e funcionamento do Poder Judiciário.

## Histórico
A instalação da secretaria foi recebida com resistência entre magistrados, que a enxergavam como uma violação à independência entre os poderes. Responsável pela implantação, o então ministro da Justiça Márcio Thomaz Bastos defendeu a participação da sociedade e o início das discussões “do zero”, desconsiderando um projeto que já tramitava no Congresso Nacional.

## Atribuições
O órgão foi criado por meio do Decreto 4.685/2003, no primeiro ano de governo de Luiz Inácio Lula da Silva, e tinha como competências:
I - formular, promover, supervisionar e coordenar os processos de modernização da administração da justiça brasileira, por intermédio da articulação com os demais órgãos federais, do Poder Judiciário, do Poder Legislativo, do Ministério Público, dos Governos
estaduais, agências internacionais e organizações da sociedade civil;
II - orientar e coordenar ações com vistas à adoção de medidas de melhoria dos serviços judiciários prestados aos cidadãos;
III - propor medidas e examinar as propostas de reforma do setor judiciário brasileiro; e

IV - dirigir, negociar e coordenar os estudos relativos às atividades de reforma da justiça brasileira.

## Resultados
Enquanto funcionou, a secretaria contribuiu para produzir transformações relevantes no Poder Judiciário, sendo a mais conhecida delas a Emenda Constitucional 45. A partir da EC 45, a garantia da “razoável duração do processo” passou a ser prevista na Constituição; os tratados e convenções internacionais sobre direitos humanos passaram a ter status constitucional quando aprovados no Senado e na Câmara dos Deputados. Também foram inovações trazidas pela Reforma do Judiciário a possibilidade de edição de súmulas vinculantes pelo Supremo Tribunal Federal e o estabelecimento do instituto da repercussão geral como requisito de admissibilidade dos recursos extraordinários. A partir da EC 45 foram criados o Conselho Nacional de Justiça e o Conselho Nacional do Ministério Público.
Durante seu funcionamento, foram aprovados pelo menos 25 projetos de lei que aceleraram os processos civil, penal e trabalhista, como os que simplificaram o rito do Tribunal do Júri e que admitiram a separação e o divórcio extrajudiciais. A secretaria também incentivou projetos de informatização e de desburocratização, articulou a implantação do processo eletrônico, apoiou a “penhora online” de contas bancárias e protagonizou a criação do Prêmio Innovare, valorizando iniciativas para ampliar o acesso à Justiça, diminuir o tempo de tramitação de processos e favorecer a inclusão.

## Direção
Enquanto esteve em funcionamento, a Secretaria da Reforma do Judiciário foi dirigida por:
- Sérgio Renault
- Pierpaolo Bottini
- Rogério Favreto
- Marivaldo de Castro Pereira
- Marcelo Vieira de Campos
- Flavio Crocce Caetano